# Стрельников, Илья Николаевич
Илья́ Никола́евич Стре́льников (26 июля 1908, Пектубаево, Яранский уезд, Вятская губерния — 27 мая 1977, Йошкар-Ола, Марийская АССР) — марийский советский поэт, прозаик, переводчик, журналист, редактор, член Союза писателей СССР с 1939 года. Участник Недели марийской поэзии в Москве (1956). Участник Великой Отечественной войны. Член ВКП(б).

## Биография
Родился 26 июля 1908 года в с. Пектубаево ныне Новоторъяльского района Марий Эл в крестьянской семье. По окончании Йошкар-Олинской марийской 7-летней школы в 1927 году поступил в Йошкар-Олинский педагогический техникум, который окончил в 1931 году. Начал работать учителем в школах республики, заведующим редакцией детского и художественного вещания Марийского радиокомитета, с 1938 года — редактор Маркнигоиздата.
27 июля 1941 года призван в Красную армию. Участник Великой Отечественной войны: окончил Московское военно-политическое училище, сражался под Москвой и Воронежем, младший политрук, командир стрелковой роты, старший лейтенант. Был участником Битвы на Курской дуге. После тяжёлого ранения 5 января 1944 года был комиссован.
По возвращении на родину снова работал редактором Маркнигоиздата вплоть до выхода на пенсию в 1968 году.
Умер 27 мая 1977 года в Йошкар-Оле.

## Литературное творчество
Писать начал в середине 1920-х годов: первое стихотворение «Волгыдыш мый лектем» («Вышел я к свету») было опубликовано в журнале «У илыш» в 1925 году. Одним из первых среди марийских поэтов обратился к производственной тематике.
В 1939 году стал членом Союза писателей СССР. Военно-патриотические стихи поэта вошли в отдельную книгу «Ме сеҥен улына» («Мы победили»), изданную в 1946 году.
В послевоенное время писал стихи и поэмы, рассказы и повести, которые впоследствии вошли в книги «Салам, у мланде» («Здравствуй, новая земля»), «Шошым толшо кайык» («Весенняя птица»), «Ой, пайремем, пайремем» («Праздник мой, праздник») и др.
В августе 1956 года в составе делегации писателей Марийской АССР принял участие в Неделе марийской поэзии в Москве.
Работал и как переводчик: перевёл на марийский язык «Повести Белкина», «Медный всадник» А. Пушкина, стихи Н. Некрасова, М. Лермонтова, басни И. Крылова, повести М. Горького «Детство», «В людях», роман Д. Фурманова «Чапаев» и др.
Во время творческой работы использовал псевдонимы Илько, Пикш, Наку, С. Илюш, И. Луговой.

## Основные произведения
Список основных произведений И. Стрельникова на марийском и в переводе на русский язык:

### На марийском языке
- Салам: почеламут кнага [Здравствуй: стихи]. — М., 1936. — 92 с.
- Ме сеҥен улына: почеламут сборник [Мы победили: стихи]. — Йошкар-Ола, 1946. — 72 с.
- Полкын знамяже: поэма [Знамя полка]. — Йошкар-Ола, 1946. — 16 с.
- Салам, у мланде!: почеламут-влак дене поэма [Здравствуй, новая земля!: стихи и поэма]. — Йошкар-Ола, 1955. — 92 с.
- Полкын знамяже: поэма [Знамя полка]. — Йошкар-Ола, 1961. — 24 с.
- Шошым толшо кайык: повесть [Весенняя птица]. — Йошкар-Ола, 1966. — 164 с.
- Ой, пайремем, пайремем: почеламут-влак [Праздник мой, праздник: стихи]. — Йошкар-Ола, 1968. — 72 с.
- Ужар урем: почеламут ден поэма-влак [Зелёная улица: стихи и поэмы]. — Йошкар-Ола, 1972. — 56 с.

### В переводе на русский язык
- Вышел к свету; В степь целинную...: стихи / пер. С. Олендера, Г. Горностаева // Марийская поэзия. — М., 1960. — С. 122—125.
- Вышел к свету; Помню; Высота; Какшан: стихи / пер. С. Олендера, А. Казакова, В. Кострова // Соловьиный родник. — Йошкар-Ола, 1984. — С. 39—44.
- Агроном // Братство песенных сердец: стихи / пер. В. Панова. — Йошкар-Ола, 1990. — С. 29.

## Награды
- Орден Красной Звезды (09.09.1942)[3][4]
- Медаль «За отвагу»[5]
- Медаль «За победу над Германией в Великой Отечественной войне 1941—1945 гг.» (09.05.1945)[3]
- Почётная грамота Президиума Верховного Совета Марийской АССР (1946, 1955, 1968)[2]